# 1971

## Събития
- 2 януари
  - 66 души загиват при срутване на стълбище по време на футболния мач между Рейнджърс и Селтик в Глазгоу, Шотландия.
  - Въвежда се забрана на рекламите с цигари по телевизията в САЩ.
- 24 януари – Гвинейското правителство осъжда на смърт 92 гвинееца, които са се опитали да помогнат на португалски войски да се приземят през ноември 1970. 72 са осъдени на доживотен принудителен труд. 58 от осъдените са обесени на следващия ден.
- 31 януари – излита Аполо 14, командван от Алън Шепърд.
- Пакистан напада Индия.
- Бангладеш става нация.
- 18 май – Приета е нова Конституция на Народна република България (1971), известна още като Живковата конституция.
- 27 май – Със заповед № 9 – 4 на Министерството на народната просвета в град Бургас е открита Природоматематическа гимназия „Академик Никола Обрешков“.
- 6 юни – Самолетът при полет 706 на „Хюз Еъруест“ се сблъсква с „Макдоналд Дъглас F-4B Фантом II“ на Корпуса на морската пехота на Съединените щати и убива 50 души.
- 30 юли – „Боинг 727“ на „Ол Нипон Еъруейс“ и „F-86 Сейбър“ на японските ВВС се сблъскват над Мориока, Ивате, Япония и убиват 162 души.
- 15 август – шокът Никсън – президентът Никсън заявява, че САЩ няма да обменят долари срещу злато при фиксирана стойност и де факто спират да изпълняват споразумението от Бретън Удс. Освен това се въвежда замразяване на цени, заплати и наеми за период от 90 дни
- 20 ноември – Самолетът при полет 825 на „Чайна Еърлайнс“ е взривен над Пенху, Тайван от поставена на борда терористична бомба и убива всички 25 души на борда.
- 24 декември – Самолетът при полет 508 на LANSA е ударен от мълния и се разбива в района на Пуерто Инка в Перу и убива 91 души. Единствената оцеляла е 17-годишната Джулиан Кьопке, която, докато е закопчана за стола си пада от 3000 м височина в тропическите гори на Амазонка и по-късно е спасена от дървосекачи.
- 7 юли - Тодор Живков става председател на Държавния съвет на Народна република България

## Родени
- Алекс Малеев, български художник
- Анди Ремик, британски писател
- Ивайло Иванов, български писател
- Мирослав Теллалов, съосновател на рок-пънк група Хиподил
- Стефан Василев, български футболист
- Ху Хайфън, китайски предприемач
- Цутому Нихей, японски манга създател
- Юнас Де Йер, шведски журналист
- 10 януари – Камелия, българска попфолк певица
- 17 януари – Ричард Бърнс, британски автомобилен състезател
- 18 януари – Джонатан Дейвис, американски музикант
- 20 януари – Петя Пендарева, българска лекоатлетка († 2025 г.)
- 21 януари – Алан МакМанъс, шотландски играч на снукър
- 22 януари – Светлин Нончев, български футболист
- 23 януари – Йордан Ефтимов, български поет и литературовед
- 24 януари – Дион Томас, американски баскетболист
- 26 януари – Айгюн Кязимова, азербайджанска певица
- 27 януари – Владимир Петков, български шахматист
- 28 януари – Наталия Николаева, български журналист
- 5 февруари – Терезия Мора, немско-унгарска писателка
- 15 февруари 
  - Виргиния Здравкова, български моден дизайнер
  - Рей Сефо, новозеландски кикбоксьор
  - Рене О'Конър, американска актриса
- 17 февруари
  - Васил Спасов, български шахматист
  - Карлос Гамара, парагвайски футболист
- 18 февруари – Хайди Марк, американска актриса
- 20 февруари – Яри Литманен, финландски футболист
- 21 февруари – Абдулрахман Акра, палестински поет и писател
- 22 февруари – Михаил Юмерски, български футболист
- 26 февруари – Красимир Бислимов, български футболист
- 27 февруари – Атанас Пенев, български рок певец
- 4 март – Ясен Атанасов, български писател
- 10 март – Нелина, българска попфолк певица
- 11 март – Румен Боев, български футболист
- 19 март – Хосе Кардосо, парагвайски футболист
- 22 март – Асен Блатечки, български актьор
- 23 март – Павел Цветков, български поет
- 24 март – Генади Симеонов, български футболист
- 25 март – Станислава Павлова, българска скиорка
- 27 март – Дейвид Култард, британски автомобилен състезател
- 2 април – Луна, българска попфолк певица
- 5 април – Симона Кавалари, италианска актриса
- 7 април – Гийом Депардийо, френски актьор († 2008 г.)
- 9 април – Жак Вилньов, канадски пилот от Формула 1
- 11 април – Оливер Ридел, немски музикант
- 17 април 
  - Хосе Севальос Старши, еквадорски футболист
  - Давид Вагнер, немски писател
- 19 април – Атанас Сребрев, български актьор и певец
- 24 април – Красимир Радков, български актьор
- 26 април – Красимир Свиленов, български футболист
- 28 април – Марин Бодаков, български поет († 2021 г.)
- 29 април – Димитър Карадалиев, български футболист
- 1 май – Калоян Чакъров, български футболист
- 2 май – Бъз Калкинс, американски автомобилен състезател
- 8 май – Кендис Найт, американска певица
- 10 май – Ким Чен Нам, син на севернокорейския лидер Ким Чен Ир
- 14 май – София Копола, американска режисьорка
- 15 май – Диян Божилов, български футболист
- 17 май – Максима Нидерландска, принцеса на Нидерландия
- 22 май – Соня Васи, български модел, моден дизайнер и певица
- 27 май – Филип Теофоолу, български футболист
- 29 май – Габриела Коневска, политик от Република Македония
- 30 май – Станислава Армутлиева, български продуцент, председател на Управителния съвет на БАМП
- 1 юни – Марио Симаро, кубински актьор
- 3 юни 
  - Луиджи Ди Биаджо, италиански футболист
  - Тихомир Георгиев, български политик, инженер и икономист
- 5 юни – Марк Уолбърг, американски актьор
- 14 юни – Катрин Рьогла, австрийска писателка
- 15 юни – Златомир Загорчич, сръбски футболист, участва в българския нац. отбор
- 16 юни – Тупак Шакур, американски музикант († 1996 г.)
- 18 юни – Аранча Санчес-Викарио, испанска тенисистка
- 20 юни – Джош Лукас, американски актьор
- 21 юни 
  - Анет Олзон, шведска певица
  - Фарид Мондрагон, колумбийски футболист
- 29 юни – Антъни Хамилтън, английски играч на снукър
- 1 юли – Джулиан Никълсън, американска актриса
- 9 юли – Марк Андрийсън, американски програмист и изобретател
- 15 юли – Александър Делчев, български шахматист
- 19 юли – Таня Христова, български политик от ГЕРБ, кмет на Габрово
- 24 юли – Дино Баджо, италиански футболист
- 28 юли 
  - Дрю Карпишин, канадски писател и сценарист
  - Иан МакКълох, английски играч на снукър
- 29 юли – Стефания Колева, българска актриса
- 7 август – Димитър Ганчев, български предприемач
- 11 август – Лидия Димковска, македонска писателка
- 12 август – Пийт Сампрас, американски тенисист
- 13 август – Владимир Вдовиченков, руски актьор
- 16 август – Рулон Гарднър, американски борец
- 18 август – Марк Дегенс, немски писател
- 24 август – Антоанета Френкева, българска плувкиня
- 25 август – Джилберто Симони, италиански колоездач
- 27 август – Иван Иванов, български щангист
- 1 септември – Хакан Шюкюр, турски футболист
- 2 септември – Киетил Андре Аамод, норвежки скиор
- 6 септември – Долорес О’Риърдън, ирландски музикант
- 8 септември 
  - Дейвид Аркет, американски актьор
  - Даниел Петров, български боксьор
  - Николай Желязков, български футболист
  - Румен Славов, български футболист
- 13 септември – Горан Иванишевич, хърватски тенисист
- 17 септември – Сергей Барбарез, босненски футболист
- 18 септември 
  - Ланс Армстронг, американски велосипедист
  - Джейда Пинкет Смит, американска актриса и певица
- 20 септември – Хенрик Ларсон, шведски футболист
- 6 октомври – Димчо Беляков, български футболист
- 7 октомври – Николета Кузманова, български политик
- 15 октомври 
  - Стойчо Стоилов, български футболист
  - Нико Ковач, хърватски футболист
- 16 октомври – Димитър Чобанов, български футболист
- 17 октомври – Дениз Уур, турска актриса
- 18 октомври – Ян Вагнер, немски писател
- 20 октомври – Симеон Варга, унгарски политик, постоянен наблюдател от българската малцинствена квота в Националното събрание на Унгария
- 21 октомври – Цветан Енчев, български политик и юрист
- 25 октомври – Костадин Герганчев, български футболист
- 5 ноември – Джони Грийнуд, британски музикант
- 7 ноември – Александър Янакиев, български футболист
- 10 ноември – Холи Блек, американска писателка
- 17 ноември – Майкъл Адамс, британски шахматист
- 22 ноември – Витомир Вутов, български футболист
- 25 ноември – Кристина Апългейт, американска актриса
- 29 ноември – Стойко Вълчев, автомобилен състезател
- 1 декември – Крис Венс, австралийски актьор
- 2 декември – Франческо Толдо, италиански футболист
- 3 декември – Мартин Стоев, български волейболист и треньор
- 6 декември – Рихард Крайчек, холандски тенисист
- 7 декември – Владимир Акопян, арменски шахматист
- 11 декември – Арбен Хавальов, български бизнесмен и политик, основател и председател на партия Бригада
- 16 декември – Пол ван Дайк, германски DJ
- 19 декември – Фиген Юксекдаг, съпредседател на Демократичната партия на народите в Турция (2014 – 2017)
- 29 декември 
  - Доминик Дейл, уелски играч на снукър
  - Иво Сиромахов, български писател

## Починали
- Стефан Грудев, български писател и драматург (р. 1900 г.)
- 3 януари – Александър Миленков, български художник (р. 1882 г.)
- 10 януари – Коко Шанел, френска дизайнерка
- 18 януари – Месру Мехмедов, български диригент (* 1935)
- 1 февруари
  - Амет-хан Султан, съветски летец
  - Александър Андреев, български скулптор (р. 1879)
- 7 февруари – Александър Бегажев, български журналист (р. 1898)
- 16 февруари – Александър Стаменов, български художник (р. 1905)
- 26 февруари – Фернандел, френски актьор и комик (р. 1903 г.)
- 1 март – Иван Снегаров, български историк (р. 1883 г.)
- 7 март – Кирил, български патриарх (р. 1901 г.)
- 8 март – Харолд Лойд, американски актьор (р. 1893 г.)
- 6 април – Игор Стравински, руски композитор, диригент
- 25 април – Анастас Дудулов, български скулптор
- 1 юни – Райнхолд Нибур, американски теолог
- 18 юни – Паул Карер, швейцарски биохимик (р. 1889 г.)
- 30 юни
  - Георги Аспарухов, български футболист (p. 1943)
  - Никола Котков, български футболист (р. 1938 г.)
- 3 юли
  - Цветан Стоянов, български преводач и писател (р. 1930 г.)
  - Джим Морисън, американски рок-музикант и поет (р. 1943 г.)
- 6 юли – Луис Армстронг, американски музикант (р. 1901 г.)
- 14 юли – Димитър Силяновски, български юрист
- 28 август – Джефри Лорънс, британски юрист
- 11 септември – Никита Хрушчов, съветски политик (р. 1894 г.)
- 20 септември – Георгиос Сеферис, гръцки поет (р. 1900 г.)
- 21 октомври – Йосиф Цанков, български композитор (р. 1911 г.)
- 24 октомври – Христо Лилков, български военен деец и политик
- 25 октомври – Михаил Янгел, съветски инженер
- 10 ноември – Гюрга Пинджурова, българска певица
- 15 ноември – Рудолф Абел, Съветски разузнавач
- 29 ноември – Васил Захариев, български график и изкуствовед
- 9 декември – Ралф Бънч, американски политолог
- 13 декември – Иван Башев, български политик
- 21 декември – Паша Христова, българска певица (р. 1946 г.)

## Нобелови награди
- Физика – Денис Габор
- Химия – Герхард Херцберг
- Физиология или медицина – Ърл Съдърланд
- Литература – Пабло Неруда
- Мир – Вили Брант
- Икономика – Саймън Кузнец